# Ilona Bürgel

Ilona Bürgel 2010

Ilona Bürgel (* 1. Dezember 1964 in Dresden) ist eine deutsche Psychologin und Sachbuchautorin.

## Leben und Beruf
Bürgel studierte von 1983 bis 1988 Psychologie mit der Spezialisierung auf Gedächtnispsychologie, für ihre Diplomarbeit baute sie ein wissensbasiertes System zum Thema Angst auf. 1991 promovierte sie an der Universität Leipzig über das Thema „Autobiographisches Gedächtnis“.
Bürgel absolvierte ein zweites Studium zur Rechtsfachwirtin und hat einen Abschluss als Ausbilderin der IHK. Als Referentin und Autorin arbeitet sie zu Themen wie Leistungsfähigkeit, Gesundheit, Work-Life-Balance, Stress und positive Leadership. Für die Sächsische Zeitung verfasst sie die Kolumne „Psychotalk“. Sie ist Kolumnistin bei Focus Online und der Wirtschaftswoche online.

## Veröffentlichungen
- Warum immer mehr nicht immer richtig ist: Neue Wege zu Erfolg und Wohlbefinden, Kösel-Verlag 2017, ISBN 978-3-466-34653-0.
- Sieben Tage Wohlfühl-Glück. Kreuz, Freiburg 2015, ISBN 978-3-451-61366-1.
- Psychische Ressourcen im Job: darauf kann ich wirklich setzen. Kreuz, Freiburg 2015, ISBN 978-3-451-61339-5.
- Die Kunst, die Arbeit zu genießen: Erfolg und neue Lebensfreude im Job. Kreuz, Freiburg 2014, ISBN 978-3-451-61300-5.
- Jetzt denk ich wirklich nur an mich. Hrsg. von Marion Grillparzer, Südwest, München 2013, ISBN 978-3-517-08830-3.
- Schokologie: was wir vom Schokolade-Essen fürs Leben lernen können. Südwest, München 2013, ISBN 978-3-517-08952-2.
- Yes, I can! Erfolgreich schlank in 365 Schritten. Systemed-Verlag, Lünen 2009, ISBN 978-3-927372-51-1.